# Chiesa di Santa Maria della Misericordia (L'Aquila)
La chiesa di Santa Maria della Misericordia è un edificio religioso dell'Aquila, situato nel quarto di Santa Maria. 
Realizzata nel XVI secolo, nel corso dei secoli ha subito vari rimaneggiamenti, l'ultimo di una certa rilevanza in stile tardobarocco (rococò) nel XVIII secolo. Nel 1902 è stata inserita nell'elenco dei monumenti nazionali italiani. Danneggiata dal terremoto dell'Aquila del 2009, è attualmente in restauro.

## Storia
Il luogo dove sorse la chiesa era inedificato dalla fondazione dell'Aquila e all'inizio del XVI secolo, secondo la tradizione, vi avvenne un miracolo: un ragazzo morto di peste tornò in vita dopo essere stato sepolto in una fossa nella zona. I cittadini dell'Aquila vollero quindi edificare una chiesa in quel luogo, intitolandola alla Madonna della Misericordia: i lavori iniziarono nel 1528 e si conclusero nel 1531. Nel 1596 venne inoltre edificato nei suoi pressi un orfanotrofio per ragazze, voluto dal vescovo dell'Aquila Basilio Pignatelli.
La chiesa non subì interventi che ne stravolsero l'impianto generale, anche a seguito del terremoto dell'Aquila del 1703, che non la danneggiò gravemente. Anche il terremoto del 2009 non ha fatto riportare crolli rilevanti e i lavori di restauro, attualmente in corso, dovrebbero terminare nel 2023.

## Descrizione
L'interno, a navata unica, conserva ha un aspetto settecentesco. Nel corso del restauro del 2023 sono emersi, dietro gli altari settecenteschi e dietro le strutture ornamentali, un ciclo di affreschi cinquecentesco, ritenuto perduto. In controfacciata si può vedere un’Allegoria dell’Immacolata Concezione, un Sant’Agostino e un Sant’Antonio da Padova con episodi della sua vita, che è datato 1538. Sulla parete destra sono stati scoperti un Compianto sul Cristo morto e un San Girolamo penitente, mentre in quella sinistra un Gesù e la Samaritana al pozzo e uno Sposalizio mistico di Santa Caterina. Il ciclo è attribuito, anche grazie alle fonti antiche che lo menzionano, a Francesco da Montereale, che aveva dipinto per la chiesa anche la pala d’altare con la Natività della Vergine, oggi al Museo Nazionale d’Abruzzo ed è datato al 1538 circa.